# Női jégkorong-válogatottak a 2010. évi téli olimpiai játékokon
Ez a szócikk tartalmazza a 2010. évi téli olimpiai játékokon részt vevő női jégkorong-válogatottak által nevezett játékosok listáját. A csapatok három kapust és 18 mezőnyjátékost nevezhettek.
A játékosok (vezetőedzők) adatai a 2010. február 16-i állapotnak megfelelőek. A táblázatokban található posztok rövidítései: K – Kapus, V – Védő, T – Támadó.

## A csoport

### Kanada
| Kanadai nemzeti női jégkorongcsapat-játékoskeret | Kanadai nemzeti női jégkorongcsapat-játékoskeret | Kanadai nemzeti női jégkorongcsapat-játékoskeret | Kanadai nemzeti női jégkorongcsapat-játékoskeret | Kanadai nemzeti női jégkorongcsapat-játékoskeret | Kanadai nemzeti női jégkorongcsapat-játékoskeret | Kanadai nemzeti női jégkorongcsapat-játékoskeret |
| #                                                | Név                                              | Poszt                                            | Magasság                                         | Súly                                             | Kor                                              | Klub                                             |
| ------------------------------------------------ | ------------------------------------------------ | ------------------------------------------------ | ------------------------------------------------ | ------------------------------------------------ | ------------------------------------------------ | ------------------------------------------------ |
| 1                                                | Shannon Szabados                                 | K                                                | 172 cm                                           | 66 kg                                            | 1986. augusztus 6. (23 évesen)                   | Grant MacEwan Griffins                           |
| 32                                               | Charline Labonté                                 | K                                                | 175 cm                                           | 78 kg                                            | 1982. október 15. (27 évesen)                    | McGill Martlets                                  |
| 33                                               | Kim St-Pierre                                    | K                                                | 175 cm                                           | 70 kg                                            | 1978. december 14. (31 évesen)                   | Montreal Stars                                   |
| 3                                                | Carla MacLeod                                    | V                                                | 162 cm                                           | 60 kg                                            | 1982. június 16. (27 évesen)                     | Calgary Oval X-Treme                             |
| 4                                                | Becky Kellar                                     | V                                                | 170 cm                                           | 70 kg                                            | 1975. január 1. (35 évesen)                      | Burlington Barracudas                            |
| 5                                                | Colleen Sostorics                                | V                                                | 162 cm                                           | 78 kg                                            | 1979. december 17. (30 évesen)                   | Calgary Oval X-Treme                             |
| 12                                               | Meaghan Mikkelson                                | V                                                | 175 cm                                           | 74 kg                                            | 1985. január 4. (25 évesen)                      | Edmonton Chimos                                  |
| 18                                               | Catherine Ward                                   | V                                                | 167 cm                                           | 61 kg                                            | 1987. február 27. (22 évesen)                    | McGill Martlets                                  |
| 25                                               | Tessa Bonhomme                                   | V                                                | 170 cm                                           | 63 kg                                            | 1985. július 23. (24 évesen)                     | Calgary Oval X-Treme                             |
| 2                                                | Meghan Agosta                                    | T                                                | 167 cm                                           | 66 kg                                            | 1987. február 12. (23 évesen)                    | Mercyhurst Lakers                                |
| 6                                                | Rebecca Johnston                                 | T                                                | 170 cm                                           | 61 kg                                            | 1989. szeptember 24. (20 évesen)                 | Cornell Big Red                                  |
| 7                                                | Cherie Piper                                     | T                                                | 167 cm                                           | 75 kg                                            | 1981. június 29. (28 évesen)                     | Calgary Oval X-Treme                             |
| 10                                               | Gillian Apps                                     | T                                                | 182 cm                                           | 78 kg                                            | 1983. november 2. (26 évesen)                    | Brampton Thunder                                 |
| 13                                               | Caroline Ouellette A                             | T                                                | 180 cm                                           | 78 kg                                            | 1979. május 25. (30 évesen)                      | Montreal Stars                                   |
| 16                                               | Jayna Hefford A                                  | T                                                | 165 cm                                           | 63 kg                                            | 1977. május 14. (32 évesen)                      | Brampton Thunder                                 |
| 17                                               | Jennifer Botterill                               | T                                                | 175 cm                                           | 69 kg                                            | 1979. május 1. (30 évesen)                       | Mississauga Chiefs                               |
| 21                                               | Haley Irwin                                      | T                                                | 170 cm                                           | 74 kg                                            | 1988. június 6. (21 évesen)                      | Minnesota-Duluth Bulldogs                        |
| 22                                               | Hayley Wickenheiser C                            | T                                                | 177 cm                                           | 77 kg                                            | 1978. augusztus 12. (31 évesen)                  | Eskilstuna Linden                                |
| 26                                               | Sarah Vaillancourt                               | T                                                | 167 cm                                           | 63 kg                                            | 1985. május 8. (24 évesen)                       | Harvard Crimson                                  |
| 27                                               | Gina Kingsbury                                   | T                                                | 172 cm                                           | 62 kg                                            | 1981. november 26. (28 évesen)                   | Calgary Oval X-Treme                             |
| 29                                               | Marie-Philip Poulin                              | T                                                | 167 cm                                           | 73 kg                                            | 1991. március 28. (18 évesen)                    | Dawson Blues                                     |
| Vezetőedző: Melody Davidson                      |                                                  |                                                  |                                                  |                                                  |                                                  |                                                  |

### Svédország
| Svéd nemzeti női jégkorongcsapat-játékoskeret | Svéd nemzeti női jégkorongcsapat-játékoskeret | Svéd nemzeti női jégkorongcsapat-játékoskeret | Svéd nemzeti női jégkorongcsapat-játékoskeret | Svéd nemzeti női jégkorongcsapat-játékoskeret | Svéd nemzeti női jégkorongcsapat-játékoskeret | Svéd nemzeti női jégkorongcsapat-játékoskeret |
| #                                             | Név                                           | Poszt                                         | Magasság                                      | Súly                                          | Kor                                           | Klub                                          |
| --------------------------------------------- | --------------------------------------------- | --------------------------------------------- | --------------------------------------------- | --------------------------------------------- | --------------------------------------------- | --------------------------------------------- |
| 1                                             | Sara Grahn                                    | K                                             | 171 cm                                        | 71 kg                                         | 1988. szeptember 25. (21 évesen)              | Linköpings HC                                 |
| 30                                            | Kim Martin                                    | K                                             | 166 cm                                        | 66 kg                                         | 1986. február 28. (23 évesen)                 | Minnesota-Duluth Bulldogs                     |
| 35                                            | Valentina Lizana                              | K                                             | 170 cm                                        | 68 kg                                         | 1990. március 30. (19 évesen)                 | AIK Solna                                     |
| 3                                             | Frida Nevalainen                              | V                                             | 165 cm                                        | 64 kg                                         | 1987. január 27. (23 évesen)                  | Modo Hockey                                   |
| 4                                             | Jenni Asserholt A                             | V                                             | 172 cm                                        | 73 kg                                         | 1988. április 8. (21 évesen)                  | Linköpings HC                                 |
| 10                                            | Emilia Andersson                              | V                                             | 175 cm                                        | 73 kg                                         | 1988. augusztus 31. (21 évesen)               | Segeltorps IF                                 |
| 22                                            | Emma Eliasson                                 | V                                             | 166 cm                                        | 70 kg                                         | 1989. június 12. (20 évesen)                  | Brynäs IF                                     |
| 23                                            | Gunilla Andersson                             | V                                             | 169 cm                                        | 69 kg                                         | 1975. április 26. (34 évesen)                 | Segeltorps IF                                 |
| 27                                            | Emma Nordin                                   | V                                             | 168 cm                                        | 69 kg                                         | 1991. március 22. (18 évesen)                 | Modo Hockey                                   |
| 2                                             | Elin Holmlöv                                  | T                                             | 173 cm                                        | 73 kg                                         | 1987. május 8. (22 évesen)                    | Segeltorps IF                                 |
| 7                                             | Maria Rooth A                                 | T                                             | 176 cm                                        | 72 kg                                         | 1979. november 2. (30 évesen)                 | AIK Solna                                     |
| 8                                             | Erika Holst C                                 | T                                             | 179 cm                                        | 82 kg                                         | 1979. április 8. (30 évesen)                  | Segeltorps IF                                 |
| 9                                             | Tina Enström                                  | T                                             | 166 cm                                        | 64 kg                                         | 1991. március 23. (18 évesen)                 | Modo Hockey                                   |
| 11                                            | Cecilia Östberg                               | T                                             | 166 cm                                        | 64 kg                                         | 1991. január 15. (19 évesen)                  | Leksands IF                                   |
| 12                                            | Isabelle Jordansson                           | T                                             | 170 cm                                        | 70 kg                                         | 1991. március 8. (18 évesen)                  | AIK Solna                                     |
| 13                                            | Erica Udén Johansson                          | T                                             | 170 cm                                        | 69 kg                                         | 1989. július 20. (20 évesen)                  | Segeltorps IF                                 |
| 15                                            | Katarina Timglas                              | T                                             | 168 cm                                        | 63 kg                                         | 1985. november 24. (24 évesen)                | AIK Solna                                     |
| 16                                            | Pernilla Winberg                              | T                                             | 165 cm                                        | 63 kg                                         | 1989. február 24. (20 évesen)                 | Segeltorps IF                                 |
| 19                                            | Klara Myrén                                   | T                                             | 172 cm                                        | 69 kg                                         | 1991. május 25. (18 évesen)                   | Leksands IF                                   |
| 25                                            | Frida Svedin Thunström                        | T                                             | 172 cm                                        | 75 kg                                         | 1989. november 4. (20 évesen)                 | Modo Hockey                                   |
| 28                                            | Danijela Rundqvist                            | T                                             | 178 cm                                        | 75 kg                                         | 1984. szeptember 26. (25 évesen)              | AIK Solna                                     |
| Vezetőedző: Peter Elander                     | Vezetőedző: Peter Elander                     | Vezetőedző: Peter Elander                     | Vezetőedző: Peter Elander                     | Vezetőedző: Peter Elander                     | 1960. március 1. (49 évesen)                  | 1960. március 1. (49 évesen)                  |

### Svájc
| Svájci nemzeti női jégkorongcsapat-játékoskeret | Svájci nemzeti női jégkorongcsapat-játékoskeret | Svájci nemzeti női jégkorongcsapat-játékoskeret | Svájci nemzeti női jégkorongcsapat-játékoskeret | Svájci nemzeti női jégkorongcsapat-játékoskeret | Svájci nemzeti női jégkorongcsapat-játékoskeret | Svájci nemzeti női jégkorongcsapat-játékoskeret |
| #                                               | Név                                             | Poszt                                           | Magasság                                        | Súly                                            | Kor                                             | Klub                                            |
| ----------------------------------------------- | ----------------------------------------------- | ----------------------------------------------- | ----------------------------------------------- | ----------------------------------------------- | ----------------------------------------------- | ----------------------------------------------- |
| 26                                              | Sophie Anthamatten                              | K                                               | 172 cm                                          | 74 kg                                           | 1991. július 26. (18 évesen)                    | EHC Saastal                                     |
| 41                                              | Florence Schelling                              | K                                               | 174 cm                                          | 68 kg                                           | 1989. március 9. (20 évesen)                    | Northeastern Huskies                            |
| 33                                              | Dominique Slongo                                | K                                               | 160 cm                                          | 53 kg                                           | 1988. október 13. (21 évesen)                   | EHC Brandis                                     |
| 6                                               | Julia Marty A                                   | V                                               | 170 cm                                          | 72 kg                                           | 1988. április 16. (21 évesen)                   | Northeastern Huskies                            |
| 11                                              | Angela Frautschi                                | V                                               | 169 cm                                          | 73 kg                                           | 1987. június 5. (22 évesen)                     | ZSC Lions                                       |
| 18                                              | Lucrèce Nussbaum                                | V                                               | 173 cm                                          | 67 kg                                           | 1986. október 7. (23 évesen)                    | St. Thomas Tommies                              |
| 21                                              | Laura Benz                                      | V                                               | 170 cm                                          | 57 kg                                           | 1992. augusztus 25. (17 évesen)                 | EHC Winterthur                                  |
| 85                                              | Stefanie Wyss                                   | V                                               | 164 cm                                          | 62 kg                                           | 1985. október 19. (24 évesen)                   | EV Bomo Thun                                    |
| 86                                              | Claudia Riechsteiner                            | V                                               | 168 cm                                          | 65 kg                                           | 1986. január 3. (24 évesen)                     | SC Reinach                                      |
| 92                                              | Sandra Thalmann                                 | V                                               | 162 cm                                          | 66 kg                                           | 1992. december 18. (17 évesen)                  | EHC Basel                                       |
| 2                                               | Katrin Nabholz                                  | T                                               | 167 cm                                          | 57 kg                                           | 1986. április 3. (23 évesen)                    | ZSC Lions                                       |
| 7                                               | Darcia Leimgruber                               | T                                               | 162 cm                                          | 62 kg                                           | 1989. május 19. (20 évesen)                     | Maine Black Bears                               |
| 9                                               | Stefanie Marty                                  | T                                               | 168 cm                                          | 70 kg                                           | 1988. április 16. (21 évesen)                   | Syracuse Orange                                 |
| 10                                              | Nicole Bullo                                    | T                                               | 160 cm                                          | 54 kg                                           | 1987. július 18. (22 évesen)                    | HC Lugano                                       |
| 13                                              | Sara Benz                                       | T                                               | 163 cm                                          | 54 kg                                           | 1992. augusztus 25. (17 évesen)                 | EHC Winterthur                                  |
| 16                                              | Christine Meier A                               | T                                               | 169 cm                                          | 68 kg                                           | 1986. május 24. (23 évesen)                     | ZSC Lions                                       |
| 19                                              | Rahel Michielin                                 | T                                               | 165 cm                                          | 52 kg                                           | 1990. október 11. (19 évesen)                   | ZSC Lions                                       |
| 20                                              | Kathrin Lehmann C                               | T                                               | 172 cm                                          | 70 kg                                           | 1980. február 27. (29 évesen)                   | AIK Solna                                       |
| 29                                              | Melanie Häfliger                                | T                                               | 160 cm                                          | 52 kg                                           | 1982. szeptember 29. (27 évesen)                | SC Reinach                                      |
| 63                                              | Anja Stiefel                                    | T                                               | 160 cm                                          | 56 kg                                           | 1990. augusztus 9. (19 évesen)                  | SC Reinach                                      |
| 93                                              | Sabrina Zollinger                               | T                                               | 162 cm                                          | 65 kg                                           | 1993. március 27. (16 évesen)                   | EHC Winterthur                                  |
| Vezetőedző: René Kammerer                       | Vezetőedző: René Kammerer                       | Vezetőedző: René Kammerer                       | Vezetőedző: René Kammerer                       | Vezetőedző: René Kammerer                       | 1970. augusztus 14. (39 évesen)                 | 1970. augusztus 14. (39 évesen)                 |

### Szlovákia
| Szlovák nemzeti női jégkorongcsapat-játékoskeret | Szlovák nemzeti női jégkorongcsapat-játékoskeret | Szlovák nemzeti női jégkorongcsapat-játékoskeret | Szlovák nemzeti női jégkorongcsapat-játékoskeret | Szlovák nemzeti női jégkorongcsapat-játékoskeret | Szlovák nemzeti női jégkorongcsapat-játékoskeret | Szlovák nemzeti női jégkorongcsapat-játékoskeret |
| #                                                | Név                                              | Poszt                                            | Magasság                                         | Súly                                             | Kor                                              | Klub                                             |
| ------------------------------------------------ | ------------------------------------------------ | ------------------------------------------------ | ------------------------------------------------ | ------------------------------------------------ | ------------------------------------------------ | ------------------------------------------------ |
| 1                                                | Zuzana Tomčíková                                 | K                                                | 179 cm                                           | 72 kg                                            | 1988. április 23. (21 évesen)                    | Bemidji State Beavers                            |
| 20                                               | Monika Kvaková                                   | K                                                | 164 cm                                           | 58 kg                                            | 1988. december 15. (21 évesen)                   | HC Slovan Bratislava                             |
| 25                                               | Jana Budajová                                    | K                                                | 166 cm                                           | 53 kg                                            | 1992. november 16. (17 évesen)                   | HK Poprad                                        |
| 4                                                | Petra Országhová                                 | V                                                | 168 cm                                           | 58 kg                                            | 1981. április 7. (28 évesen)                     | HC Slovan Bratislava                             |
| 7                                                | Barbora Brémová                                  | V                                                | 168 cm                                           | 60 kg                                            | 1991. augusztus 24. (18 évesen)                  | HC Slovan Bratislava                             |
| 9                                                | Petra Babiaková                                  | V                                                | 175 cm                                           | 70 kg                                            | 1977. július 27. (32 évesen)                     | HC Slovan Bratislava                             |
| 12                                               | Edita Raková                                     | V                                                | 171 cm                                           | 62 kg                                            | 1978. május 18. (31 évesen)                      | HC Slovan Bratislava                             |
| 15                                               | Michaela Matejová                                | V                                                | 169 cm                                           | 57 kg                                            | 1986. március 2. (23 évesen)                     | SC Reinach                                       |
| 19                                               | Iveta Karafiátová C                              | V                                                | 178 cm                                           | 75 kg                                            | 1988. május 14. (21 évesen)                      | Linköpings HC                                    |
| 3                                                | Nicol Čupková                                    | T                                                | 169 cm                                           | 57 kg                                            | 1992. november 4. (17 évesen)                    | HC Slovan Bratislava                             |
| 6                                                | Jana Kapustová A                                 | T                                                | 178 cm                                           | 75 kg                                            | 1983. augusztus 11. (26 évesen)                  | Tornado Moscow                                   |
| 8                                                | Natalie Babonyová                                | T                                                | 175 cm                                           | 70 kg                                            | 1983. október 22. (26 évesen)                    | Toronto Crush                                    |
| 10                                               | Zuzana Moravčíková                               | T                                                | 169 cm                                           | 57 kg                                            | 1980. október 23. (29 évesen)                    | HC Slovan Bratislava                             |
| 12                                               | Maria Herichová                                  | T                                                | 175 cm                                           | 70 kg                                            | 1990. június 12. (19 évesen)                     | HC Slovan Bratislava                             |
| 13                                               | Petra Jurčová                                    | T                                                | 168 cm                                           | 60 kg                                            | 1987. június 22. (22 évesen)                     | HC Slovan Bratislava                             |
| 14                                               | Anna Džurňáková A                                | T                                                | 168 cm                                           | 58 kg                                            | 1983. január 24. (27 évesen)                     | HC Slovan Bratislava                             |
| 17                                               | Martina Veličková                                | T                                                | 171 cm                                           | 62 kg                                            | 1989. február 17. (20 évesen)                    | HC Slovan Bratislava                             |
| 18                                               | Janka Čulíková                                   | T                                                | 178 cm                                           | 75 kg                                            | 1983. június 30. (26 évesen)                     | HK Spišská Nová Ves                              |
| 21                                               | Nikoleta Celárová                                | T                                                | 168 cm                                           | 60 kg                                            | 1983. február 27. (26 évesen)                    | HC Slovan Bratislava                             |
| 22                                               | Nikola Gápová                                    | T                                                | 171 cm                                           | 62 kg                                            | 1989. június 19. (20 évesen)                     | HC Slovan Bratislava                             |
| 24                                               | Petra Pravlíková                                 | T                                                | 168 cm                                           | 58 kg                                            | 1985. június 4. (24 évesen)                      | Tornado Moscow                                   |
| Vezetőedző: Miroslav Karafiát                    | Vezetőedző: Miroslav Karafiát                    | Vezetőedző: Miroslav Karafiát                    | Vezetőedző: Miroslav Karafiát                    | Vezetőedző: Miroslav Karafiát                    | 1961. december 30. (48 évesen)                   | 1961. december 30. (48 évesen)                   |

## B csoport

### Egyesült Államok
| Amerikai nemzeti női jégkorongcsapat-játékoskeret | Amerikai nemzeti női jégkorongcsapat-játékoskeret | Amerikai nemzeti női jégkorongcsapat-játékoskeret | Amerikai nemzeti női jégkorongcsapat-játékoskeret | Amerikai nemzeti női jégkorongcsapat-játékoskeret | Amerikai nemzeti női jégkorongcsapat-játékoskeret | Amerikai nemzeti női jégkorongcsapat-játékoskeret |
| #                                                 | Név                                               | Poszt                                             | Magasság                                          | Súly                                              | Kor                                               | Klub                                              |
| ------------------------------------------------- | ------------------------------------------------- | ------------------------------------------------- | ------------------------------------------------- | ------------------------------------------------- | ------------------------------------------------- | ------------------------------------------------- |
| 1                                                 | Molly Schaus                                      | K                                                 | 174 cm                                            | 67 kg                                             | 1988. július 29. (21 évesen)                      | Boston Eagles                                     |
| 29                                                | Brianne McLaughlin                                | K                                                 | 174 cm                                            | 59 kg                                             | 1987. június 20. (22 évesen)                      | Robert Morris Colonials                           |
| 31                                                | Jessie Vetter                                     | K                                                 | 174 cm                                            | 77 kg                                             | 1985. december 19. (24 évesen)                    | Wisconsin Badgers                                 |
| 4                                                 | Angela Ruggiero A                                 | V                                                 | 175 cm                                            | 87 kg                                             | 1980. január 3. (30 évesen)                       | Harvard Crimson                                   |
| 8                                                 | Caitlin Cahow                                     | V                                                 | 163 cm                                            | 71 kg                                             | 1985. május 20. (24 évesen)                       | Harvard Crimson                                   |
| 9                                                 | Molly Engstrom                                    | V                                                 | 175 cm                                            | 81 kg                                             | 1983. március 1. (26 évesen)                      | Wisconsin Badgers                                 |
| 11                                                | Lisa Chesson                                      | V                                                 | 169 cm                                            | 69 kg                                             | 1986. augusztus 18. (23 évesen)                   | Ohio State Buckeyes                               |
| 22                                                | Kacey Bellamy                                     | V                                                 | 174 cm                                            | 65 kg                                             | 1987. április 22. (22 évesen)                     | New Hampshire Wildcats                            |
| 23                                                | Kerry Weiland                                     | V                                                 | 163 cm                                            | 64 kg                                             | 1980. október 18. (29 évesen)                     | Wisconsin Badgers                                 |
| 2                                                 | Erika Lawler                                      | T                                                 | 152 cm                                            | 59 kg                                             | 1987. február 5. (23 évesen)                      | Wisconsin Badgers                                 |
| 5                                                 | Karen Thatcher                                    | T                                                 | 174 cm                                            | 74 kg                                             | 1984. február 29. (25 évesen)                     | Providence Friars                                 |
| 7                                                 | Monique Lamoureux                                 | T                                                 | 168 cm                                            | 71 kg                                             | 1989. július 3. (20 évesen)                       | North Dakota Fighting Sioux                       |
| 10                                                | Meghan Duggan                                     | T                                                 | 175 cm                                            | 74 kg                                             | 1987. szeptember 3. (22 évesen)                   | Wisconsin Badgers                                 |
| 12                                                | Jenny Potter A                                    | T                                                 | 163 cm                                            | 66 kg                                             | 1979. január 12. (31 évesen)                      | Minnesota Golden Gophers                          |
| 13                                                | Julie Chu A                                       | T                                                 | 174 cm                                            | 67 kg                                             | 1982. március 13. (27 évesen)                     | Harvard Crimson                                   |
| 16                                                | Kelli Stack                                       | T                                                 | 165 cm                                            | 59 kg                                             | 1988. január 13. (22 évesen)                      | Boston Eagles                                     |
| 17                                                | Jocelyne Lamoureux                                | T                                                 | 168 cm                                            | 70 kg                                             | 1989. július 3. (20 évesen)                       | North Dakota Fighting Sioux                       |
| 19                                                | Gisele Marvin                                     | T                                                 | 174 cm                                            | 75 kg                                             | 1987. március 7. (22 évesen)                      | Minnesota Golden Gophers                          |
| 20                                                | Natalie Darwitz C                                 | T                                                 | 160 cm                                            | 62 kg                                             | 1983. október 13. (26 évesen)                     | Minnesota Golden Gophers                          |
| 21                                                | Hilary Knight                                     | T                                                 | 178 cm                                            | 78 kg                                             | 1989. július 12. (20 évesen)                      | Wisconsin Badgers                                 |
| 27                                                | Jinelle Zaugg-Siergiej                            | T                                                 | 183 cm                                            | 82 kg                                             | 1986. március 27. (23 évesen)                     | Wisconsin Badgers                                 |
| Vezetőedző: Mark Johnson                          | Vezetőedző: Mark Johnson                          | Vezetőedző: Mark Johnson                          | Vezetőedző: Mark Johnson                          | Vezetőedző: Mark Johnson                          | 1957. szeptember 22. (52 évesen)                  | 1957. szeptember 22. (52 évesen)                  |

### Finnország
| Finn nemzeti női jégkorongcsapat-játékoskeret | Finn nemzeti női jégkorongcsapat-játékoskeret | Finn nemzeti női jégkorongcsapat-játékoskeret | Finn nemzeti női jégkorongcsapat-játékoskeret | Finn nemzeti női jégkorongcsapat-játékoskeret | Finn nemzeti női jégkorongcsapat-játékoskeret | Finn nemzeti női jégkorongcsapat-játékoskeret |
| #                                             | Név                                           | Poszt                                         | Magasság                                      | Súly                                          | Kor                                           | Klub                                          |
| --------------------------------------------- | --------------------------------------------- | --------------------------------------------- | --------------------------------------------- | --------------------------------------------- | --------------------------------------------- | --------------------------------------------- |
| 1                                             | Mira Kuisma                                   | K                                             | 168 cm                                        | 65 kg                                         | 1987. május 6. (22 évesen)                    | Oulun Kärpät                                  |
| 20                                            | Anna Vanhatalo                                | K                                             | 178 cm                                        | 65 kg                                         | 1984. február 29. (25 évesen)                 | Espoo Blues                                   |
| 31                                            | Noora Räty                                    | K                                             | 164 cm                                        | 68 kg                                         | 1989. május 29. (20 évesen)                   | Minnesota Golden Gophers                      |
| 3                                             | Emma Laaksonen C                              | V                                             | 159 cm                                        | 59 kg                                         | 1981. december 17. (28 évesen)                | Espoo Blues                                   |
| 4                                             | Rosa Lindstedt                                | V                                             | 186 cm                                        | 78 kg                                         | 1988. január 24. (22 évesen)                  | Ilves Tampere                                 |
| 5                                             | Mariia Posa                                   | V                                             | 164 cm                                        | 58 kg                                         | 1988. február 21. (21 évesen)                 | Minnesota-Duluth Bulldogs                     |
| 6                                             | Jenni Hiirikoski A                            | V                                             | 161 cm                                        | 60 kg                                         | 1987. március 30. (22 évesen)                 | Ilves Tampere                                 |
| 19                                            | Terhi Mertanen                                | V                                             | 166 cm                                        | 68 kg                                         | 1981. április 4. (28 évesen)                  | Espoo Blues                                   |
| 20                                            | Saija Sirviö                                  | V                                             | 172 cm                                        | 62 kg                                         | 1982. december 29. (27 évesen)                | Oulun Kärpät                                  |
| 26                                            | Heidi Pelttari                                | V                                             | 166 cm                                        | 69 kg                                         | 1985. augusztus 2. (24 évesen)                | Ilves Tampere                                 |
| 8                                             | Marjo Voutilainen                             | T                                             | 168 cm                                        | 70 kg                                         | 1981. március 22. (28 évesen)                 | Espoo Blues                                   |
| 9                                             | Venla Hovi                                    | T                                             | 169 cm                                        | 62 kg                                         | 1987. október 28. (22 évesen)                 | Ilves Tampere                                 |
| 11                                            | Annina Rajahuhta                              | T                                             | 164 cm                                        | 62 kg                                         | 1989. március 8. (20 évesen)                  | Ilves Tampere                                 |
| 12                                            | Mari Saarinen                                 | T                                             | 172 cm                                        | 67 kg                                         | 1981. július 30. (28 évesen)                  | Ilves Tampere                                 |
| 13                                            | Linda Välimäki                                | T                                             | 165 cm                                        | 62 kg                                         | 1990. május 31. (19 évesen)                   | Ilves Tampere                                 |
| 15                                            | Minnamari Tuominen                            | T                                             | 165 cm                                        | 67 kg                                         | 1990. június 26. (19 évesen)                  | Ohio State Buckeyes                           |
| 21                                            | Michelle Karvinen                             | T                                             | 166 cm                                        | 70 kg                                         | 1990. március 27. (19 évesen)                 | Rødovre                                       |
| 22                                            | Saara Tuominen A                              | T                                             | 169 cm                                        | 65 kg                                         | 1986. január 1. (24 évesen)                   | Minnesota-Duluth Bulldogs                     |
| 23                                            | Nina Tikkinen                                 | T                                             | 170 cm                                        | 67 kg                                         | 1987. február 6. (23 évesen)                  | Minnesota State Mavericks                     |
| 27                                            | Anne Helin                                    | T                                             | 170 cm                                        | 68 kg                                         | 1987. január 28. (23 évesen)                  | Oulun Kärpät                                  |
| 29                                            | Karoliina Rantamäki                           | T                                             | 163 cm                                        | 65 kg                                         | 1978. február 23. (31 évesen)                 | SKIF Nizhny Novgorod                          |
| Vezetőedző: Pekka Hamalainen                  | Vezetőedző: Pekka Hamalainen                  | Vezetőedző: Pekka Hamalainen                  | Vezetőedző: Pekka Hamalainen                  | Vezetőedző: Pekka Hamalainen                  | 1953. július 19. (56 évesen)                  | 1953. július 19. (56 évesen)                  |

### Oroszország
| Orosz nemzeti női jégkorongcsapat-játékoskeret | Orosz nemzeti női jégkorongcsapat-játékoskeret | Orosz nemzeti női jégkorongcsapat-játékoskeret | Orosz nemzeti női jégkorongcsapat-játékoskeret | Orosz nemzeti női jégkorongcsapat-játékoskeret | Orosz nemzeti női jégkorongcsapat-játékoskeret | Orosz nemzeti női jégkorongcsapat-játékoskeret |
| #                                              | Név                                            | Poszt                                          | Magasság                                       | Súly                                           | Kor                                            | Klub                                           |
| ---------------------------------------------- | ---------------------------------------------- | ---------------------------------------------- | ---------------------------------------------- | ---------------------------------------------- | ---------------------------------------------- | ---------------------------------------------- |
| 1                                              | Anna Prugova                                   | K                                              | 174 cm                                         | 56 kg                                          | 1993. november 20. (16 évesen)                 | Tornado Dmitrov                                |
| 20                                             | Irina Gasennyikova                             | K                                              | 162 cm                                         | 70 kg                                          | 1975. május 11. (34 évesen)                    | Tornado Dmitrov                                |
| 30                                             | Marija Onolbajeva                              | K                                              | 177 cm                                         | 80 kg                                          | 1978. december 25. (31 évesen)                 | Fakel Cseljabinszk                             |
| 4                                              | Aljona Homics                                  | V                                              | 168 cm                                         | 55 kg                                          | 1981. február 26. (28 évesen)                  | SZKIF Nyizsnyij Novgorod                       |
| 13                                             | Krisztyina Petrovszkaja                        | V                                              | 170 cm                                         | 62 kg                                          | 1980. június 3. (29 évesen)                    | Tornado Dmitrov                                |
| 15                                             | Olga Permjakova A                              | V                                              | 171 cm                                         | 64 kg                                          | 1982. április 12. (27 évesen)                  | Tornado Dmitrov                                |
| 26                                             | Zoja Polunyina                                 | V                                              | 170 cm                                         | 65 kg                                          | 1991. június 12. (18 évesen)                   | Tornado Dmitrov                                |
| 34                                             | Szvetlana Tkacsova                             | V                                              | 168 cm                                         | 72 kg                                          | 1984. november 3. (25 évesen)                  | SZKIF Nyizsnyij Novgorod                       |
| 44                                             | Alekszandra Kapusztyina                        | V                                              | 166 cm                                         | 74 kg                                          | 1978. december 25. (31 évesen)                 | SZKIF Nyizsnyij Novgorod                       |
| 95                                             | Inna Gyubanok                                  | V                                              | 170 cm                                         | 70 kg                                          | 1990. február 20. (19 évesen)                  | Tornado Dmitrov                                |
| 7                                              | Olga Szoszina                                  | T                                              | 160 cm                                         | 66 kg                                          | 1992. július 27. (17 évesen)                   | SZKIF Nyizsnyij Novgorod                       |
| 8                                              | Ija Gavrilova A                                | T                                              | 173 cm                                         | 61 kg                                          | 1987. szeptember 3. (22 évesen)                | Tornado Dmitrov                                |
| 9                                              | Alekszandra Vafina                             | T                                              | 168 cm                                         | 57 kg                                          | 1990. július 28. (19 évesen)                   | Fakel Cseljabinszk                             |
| 11                                             | Marina Szergina                                | T                                              | 168 cm                                         | 68 kg                                          | 1986. március 2. (23 évesen)                   | Tornado Dmitrov                                |
| 17                                             | Jekatyerina Szmolenceva C                      | T                                              | 176 cm                                         | 65 kg                                          | 1981. szeptember 15. (28 évesen)               | Tornado Dmitrov                                |
| 22                                             | Julija Gyeulina                                | T                                              | 173 cm                                         | 62 kg                                          | 1984. április 14. (25 évesen)                  | SZKIF Nyizsnyij Novgorod                       |
| 23                                             | Tatyjana Burina                                | T                                              | 163 cm                                         | 70 kg                                          | 1980. március 20. (29 évesen)                  | Tornado Dmitrov                                |
| 25                                             | Jekatyerina Lebegyeva                          | T                                              | 165 cm                                         | 75 kg                                          | 1989. szeptember 14. (20 évesen)               | Dinamo Jekatyerinburg                          |
| 28                                             | Szvetlana Tyerentyjeva                         | T                                              | 163 cm                                         | 69 kg                                          | 1983. szeptember 25. (26 évesen)               | SZKIF Nyizsnyij Novgorod                       |
| 29                                             | Tatyjana Szotnyikova                           | T                                              | 166 cm                                         | 59 kg                                          | 1981. január 20. (29 évesen)                   | SZKIF Nyizsnyij Novgorod                       |
| 91                                             | Jekatyerina Ananyina                           | T                                              | 172 cm                                         | 62 kg                                          | 1991. június 13. (18 évesen)                   | Szpartak-Merkury Jekatyerinburg                |
| Vezetőedző: Valentyin Gurejev                  | Vezetőedző: Valentyin Gurejev                  | Vezetőedző: Valentyin Gurejev                  | Vezetőedző: Valentyin Gurejev                  | Vezetőedző: Valentyin Gurejev                  | 1946. március 12. (63 évesen)                  | 1946. március 12. (63 évesen)                  |

### Kína
| Kínai nemzeti női jégkorongcsapat-játékoskeret | Kínai nemzeti női jégkorongcsapat-játékoskeret | Kínai nemzeti női jégkorongcsapat-játékoskeret | Kínai nemzeti női jégkorongcsapat-játékoskeret | Kínai nemzeti női jégkorongcsapat-játékoskeret | Kínai nemzeti női jégkorongcsapat-játékoskeret | Kínai nemzeti női jégkorongcsapat-játékoskeret |
| #                                              | Név                                            | Poszt                                          | Magasság                                       | Súly                                           | Kor                                            | Klub                                           |
| ---------------------------------------------- | ---------------------------------------------- | ---------------------------------------------- | ---------------------------------------------- | ---------------------------------------------- | ---------------------------------------------- | ---------------------------------------------- |
| 1                                              | Han Danni                                      | K                                              | 165 cm                                         | 58 kg                                          | 1991. január 9. (19 évesen)                    | Qiqihar                                        |
| 30                                             | Shi Yao                                        | K                                              | 178 cm                                         | 70 kg                                          | 1987. január 13. (23 évesen)                   | Harbin                                         |
| 88                                             | Jia Dandan                                     | K                                              | 163 cm                                         | 55 kg                                          | 1982. május 5. (27 évesen)                     | Harbin                                         |
| 2                                              | Yu Baiwei                                      | V                                              | 166 cm                                         | 68 kg                                          | 1988. július 17. (21 évesen)                   | Harbin                                         |
| 5                                              | Lou Yue                                        | V                                              | 160 cm                                         | 60 kg                                          | 1987. április 22. (22 évesen)                  | Harbin                                         |
| 6                                              | Liu Zhixin                                     | V                                              | 174 cm                                         | 68 kg                                          | 1993. április 25. (16 évesen)                  | Qiqihar                                        |
| 21                                             | Jiang Na                                       | V                                              | 174 cm                                         | 75 kg                                          | 1988. október 18. (21 évesen)                  | Harbin                                         |
| 26                                             | Tan Anqi                                       | V                                              | 175 cm                                         | 67 kg                                          | 1986. június 10. (23 évesen)                   | Harbin                                         |
| 55                                             | Qi Xueting                                     | V                                              | 158 cm                                         | 58 kg                                          | 1986. november 7. (23 évesen)                  | Harbin                                         |
| 66                                             | Csang Suang                                    | V                                              | 162 cm                                         | 58 kg                                          | 1987. március 7. (22 évesen)                   | Harbin                                         |
| 7                                              | Zhang Mengying                                 | T                                              | 166 cm                                         | 55 kg                                          | 1993. december 22. (16 évesen)                 | Qiqihar                                        |
| 10                                             | Zhang Ben                                      | T                                              | 170 cm                                         | 61 kg                                          | 1985. július 22. (24 évesen)                   | Harbin                                         |
| 11                                             | Huang Haijing                                  | T                                              | 172 cm                                         | 72 kg                                          | 1988. július 3. (21 évesen)                    | Harbin                                         |
| 12                                             | Jin Fengling A                                 | T                                              | 166 cm                                         | 56 kg                                          | 1982. november 20. (27 évesen)                 | Harbin                                         |
| 14                                             | Sun Rui A                                      | T                                              | 169 cm                                         | 60 kg                                          | 1982. május 14. (27 évesen)                    | Harbin                                         |
| 16                                             | Ma Rui                                         | T                                              | 172 cm                                         | 69 kg                                          | 1989. március 29. (20 évesen)                  | Harbin                                         |
| 17                                             | Cui Shanshan                                   | T                                              | 177 cm                                         | 67 kg                                          | 1987. május 8. (22 évesen)                     | Harbin                                         |
| 19                                             | Wang Linuo C                                   | T                                              | 160 cm                                         | 57 kg                                          | 1979. augusztus 28. (30 évesen)                | Harbin                                         |
| 22                                             | Huo Cui                                        | T                                              | 160 cm                                         | 54 kg                                          | 1988. szeptember 13. (21 évesen)               | Harbin                                         |
| 24                                             | Tang Liang                                     | T                                              | 163 cm                                         | 54 kg                                          | 1985. augusztus 26. (24 évesen)                | Harbin                                         |
| 29                                             | Gao Fujin                                      | T                                              | 162 cm                                         | 65 kg                                          | 1984. július 15. (25 évesen)                   | Harbin                                         |
| Vezetőedző: Hannu Juhani Saintula              | Vezetőedző: Hannu Juhani Saintula              | Vezetőedző: Hannu Juhani Saintula              | Vezetőedző: Hannu Juhani Saintula              | Vezetőedző: Hannu Juhani Saintula              | 1957. augusztus 4. (52 évesen)                 | 1957. augusztus 4. (52 évesen)                 |